# Lynn Redgrave
Pour les articles homonymes, voir Redgrave.
Lynn Redgrave, née le 8 mars 1943 à Marylebone, Londres (Royaume-Uni) et morte d'un cancer du sein le 2 mai 2010 à Kent, Connecticut (États-Unis) est une actrice britannico-américaine.

## Biographie
Elle fait partie de la dynastie Redgrave : fille des acteurs Michael Redgrave et Rachel Kempson, elle est la sœur de Vanessa Redgrave et Corin Redgrave, et la tante de Joely Richardson, Natasha Richardson et Jemma Redgrave. Elle fut mariée de 1967 à 2000 à l'acteur John Clark. Elle et John Clark ont un fils et deux filles. Lynn Redgrave est morte le 2 mai 2010, peu de temps après son frère Corin.

## Filmographie

### Cinéma
- 1963 : Tom Jones : de l'alcôve à la potence de Tony Richardson : Susan
- 1964 : Girl with Green Eyes de Desmond Davis : Baba Brennan
- 1966 : Georgy Girl de Silvio Narizzano : Georgy
- 1966 : M.15 demande protection (The Deadly Affair) de Sidney Lumet : Virgin
- 1967 : Deux Anglaises en délire (Smashing Time) de Desmond Davis : Yvonne
- 1969 : Les Soldats vierges (The Virgin Soldiers) de John Dexter : Phillipa Raskin
- 1970 : Last of the Mobile Hot Shots de Sidney Lumet : Myrtle
- 1971 : Et viva la révolution ! de Duccio Tessari : Mary O'Donnell
- 1972 : Every Little Creek and Nanny de Cy Howard : Nanny
- 1972 : Tout ce que vous avez toujours voulu savoir sur le sexe sans jamais oser le demander (Everything You Always Wanted to Know About Sex But Were Afraid to Ask) de Woody Allen : La reine
- 1973 : The National Health de Jack Gold
- 1975 : The Happy hooker de Nicholas Sgarro : Xaviera Hollander
- 1976 : Le Bus en folie de James Frawley : Camille Levy
- 1980 : Les Séducteurs de Bryan Forbes et Edouard Molinaro et Dino Risi : Lady Davina
- 1987 : Morgan Stewart's Coming Home : Nancy Stewart
- 1989 : Getting It Right : Joan
- 1989 : Midnight : Midnight
- 1996 : Shine de Scott Hicks : Gillian
- 1998 : Ni dieux ni démons (Gods and Monsters) de Bill Condon : Hanna
- 1998 : Les filles font la loi : Miss McVane
- 1999 : Touched : Carrie
- 1999 : The Annihilation of Fish : Poinsettia
- 2000 : Deeply de Sheri Elwood : Celia
- 2000 : The Simian Line : Katharine
- 2000 : Un couple presque parfait : Helen Whittaker
- 2001 : My Kingdom : Mandy
- 2001 : Venus and Mars : Emily Vogel
- 2002 : Anita and Me : Mme Ormerod
- 2002 : Spider de David Cronenberg : Mme Wilkinson
- 2002 : Hansel et Gretel de Gary J. Tunnicliffe : La femme/la sorcière
- 2002 : Amours suspectes (Unconditional Love) de P. J. Hogan : Nola Fox
- 2003 : Comment tuer le chien de son voisin de Michael Kalesniko : Edna
- 2003 : Charlie's War : Grand-mère Lewis
- 2003 : Peter Pan de P. J. Hogan : Tante Millicent
- 2004 : La Comtesse blanche (The White Countess ) de James Ivory : Olga
- 2007 : Lettre ouverte à Jane Austen : Mama Sky
- 2008 : My Dog Tulip de Paul Fierlinger et Sandra Fierlinger : Nancy / La femme de l'épicier (voix)
- 2009 : Confessions d'une accro du shopping (Confessions of a Shopaholic)  de P. J. Hogan : Lady Mansfield, la dame ivre à la fête

### Télévision
- 1963, 1966 - 1967 : Armchair Theatre (série télévisée) : Polly Barlow / Caroline / Ivy Toft
- 1965 : Sunday Out of Season (téléfilm) : Elaine
- 1966 : Comedy Playhouse (série télévisée) : Sheila
- 1966 et 1968 : Love Story (série télévisée) : Rosemarie / Mary Downey
- 1971 et 1973 : BBC Play of the Month (série télévisée) : Helena / Eliza Doolittle
- 1974 : The Turn of the Screw (téléfilm) : Miss Jane Cubberly
- 1974 : Vienna 1900 (série télévisée) : Berta Garlan
- 1976 : Kojak (série télévisée) : Claire
- 1978 : Disco Beaver from Outer Space (téléfilm) : Dr Van Helsing
- 1978 - 1979 : Colorado (série télévisée) : Charlotte Buckland Seccombe
- 1979 : Beggarman, Thief (téléfilm) : Kate Jordache
- 1979 : Sooner or Later (téléfilm) : La professeur
- 1979 - 1981 : House Calls (série télévisée) : Ann Anderson
- 1980 : Gauguin the Savage (téléfilm) : Mette Gad
- 1980 : The Seduction of Miss Leona (téléfilm) : Miss Leona de Vose
- 1982 : Répétition pour un meurtre (téléfilm) : Monica Welles
- 1982 : CBS Afternoon Playhouse (série télévisée) : Sarah Cotter
- 1982 - 1983 : Teachers Only (en) (série télévisée) : Diana Swanson
- 1982 - 1984 : L'Île fantastique (Fantasy Island) (série télévisée)
- 1983 : Antony and Cleopatra (téléfilm) : Cléopatre
- 1983 et 1986 : Hôtel (série télévisée) : Cathy Knight / Audrey Beck
- 1984 : The Fainthearted Feminist (série télévisée) : Martha
- 1984 : Arabesque (Murder She Wrote) (série télévisée) : Abby Benton Freestone
- 1985 : L'ange du mal (téléfilm) : Monica Breedlove
- 1986 : Détours amoureux (My Two Loves) de Noel Black (téléfilm) : Marjorie Lloyd
- 1987 : Walkingon on Air (téléfilm) : Mme Hepp
- 1988 : A Woman Alone (téléfilm) : La femme
- 1989 : Screen Two (série télévisée) : Pauline Williams
- 1989 : Chicken Soup (série télévisée) : Maddie Peerce
- 1990 : Silent Mouse (téléfilm) : La narratrice
- 1990 : Jury Duty: The Comedy (téléfilm) : Abby Greyhouwsky
- 1991 : Qu'est-il arrivé aux sœurs Hudson? (téléfilm) : Jane Hudson
- 1993 : Calling the Shots (téléfilm) : Maggy Donnelly
- 1997 : La trahison du père (téléfilm) : Monica Brannigan
- 1997 : Une fée bien allumée (téléfilm) : Rogers
- 1998 : White Lies (téléfilm) : Inga Kolneder
- 1998 - 2001 : Rude Awakening (série télévisée) : Trud Frank
- 1999 : Different (téléfilm) : Amanda Talmadge
- 1999 : Une nounou d'enfer (série télévisée) : Elle-même
- 2001 : Au service de la liberté (téléfilm) : Alma Werfel-Mahler
- 2002 : Désordre affectif (téléfilm) : Helen Margaret Chapman
- 2006 - 2007 : Me, Eloise (série télévisée) : Nanny
- 2007 : Desperate Housewives (série télévisée) : Dahlia Hainsworth
- 2007 : Nurses (téléfilm) : Peggy Rice
- 2009 : Ugly Betty (série télévisée) : Olivia Guillemette
- 2009 : New York, section criminelle (Law & Order) (série télévisée) : Tante Emily

## Distinctions
- 2002 : officier de l'ordre de l'Empire britannique

### Récompenses
- 1967 : Golden Globe de la meilleure actrice dans un film musical ou une comédie pour Georgy Girl
- Prix Sarah-Siddons 1977
- Prix Sarah-Siddons 1995
- 1999 : Golden Globe de la meilleure actrice dans un second rôle pour Ni dieux ni démons

### Nominations
- 1967 : Nomination à l'Oscar de la meilleure actrice pour Georgy Girl
- 1981 : Nomination au Golden Globe de la meilleure actrice dans une série télévisée musicale ou comique pour House Calls
- 1999 : Nomination à l'Oscar de la meilleure actrice dans un second rôle pour Ni dieux ni démons

## Voix françaises
- Perrette Pradier dans :
  - Tout ce que vous avez toujours voulu savoir sur le sexe sans jamais oser le demander
  - Le Tour d'écrou (téléfilm)
  - Le Bus en folie
  - Colorado (mini-série)
  - Le Muppet Show (série télévisée)
  - Gauguin the savage (téléfilm)
  - Shine
  - Un couple presque parfait

- Nadine Alari dans :
  - Calling the Shots (téléfilm)
  - Amours suspectes

- Nicole Favart dans :
  - Hôtel (série télévisée)
  - La Famille Delajungle, le film (voix)

Et aussi
- Anne Rochant dans Et viva la révolution !
- Marion Game dans Arabesque (série télévisée)
- Denise Metmer dans Comment tuer le chien de son voisin
- Sylvie Genty dans Peter Pan